# Isostigena bicellata
Isostigena bicellata är en fjärilsart som beskrevs av George Thomas Bethune-Baker 1904. Isostigena bicellata ingår i släktet Isostigena och familjen ädelspinnare. Inga underarter finns listade i Catalogue of Life.